# Semiothisa cinerata
Semiothisa cinerata là một loài bướm đêm trong họ Geometridae.